# Twang (zangtechniek)
Twang is een techniek bij stemgebruik waarbij de ruimte net boven het strottenhoofd nauwer gemaakt wordt. Dit heeft tot gevolg dat de (zang)stem wat luider wordt, en bij sterke toepassing de klankkleur verandert; de stem wordt scherper. 
Veel countryzangers maken gebruik van twang, doorgaans geassocieerd met luid en hoog gezang en gebruikt om een indruk van energie en expressiviteit te creëren.
Het (sub)genre twang binnen country is er naar genoemd.
Het typische geluid van het gebruik van veel twang wordt veelal omschreven als 'miauwen', het kwaken van een eend of het lachen van een heks.
Het (veelal onbewust) gebruik van twang komt ook voor in gewone spraak - denk aan het Amerikaans-Engels zoals dat in Texas wordt gesproken, gekenmerkt door een nasale intonatie een een scherpe 'r'.